# Sullivan Stapleton
Sullivan Stapleton (Melbourne, Victoria, Australia, 14 de junio de 1977) es un actor australiano, principalmente conocido por interpretar al sargento Damien Scott en Strike Back: Project Dawn, Strike Back: Vengeance, Strike Back: Shadow Warfare  y en Strike Back: Legacy. Entre 2015 y 2020 interpretó al agente Kurt Weller en la serie Blindspot de la NBC.

## Biografía
Es hermano mayor de la actriz Jacinta Stapleton.
En 2005 comenzó a salir con la actriz Carla Bonner, pero después  de dos años y medio juntos, la pareja terminó a finales de 2007.
En noviembre de 2010 comenzó a salir con la personalidad de televisión australiana Jo Beth Taylor, pero la relación terminó en septiembre de 2011.

## Carrera
En 1998 apareció como personaje recurrente en la exitosa serie australiana Neighbours donde interpretó al nadador Josh Hughes.
En 2003 obtuvo un papel secundario en la película de terror Darkness Falls donde interpretó al oficial Matt Heny.
En 2007 participó en la película The Condemned donde interpretó al agente especial Wilkins y en la aclamada película December Boys donde interpretó a Fearless.
En 2008 apareció como personaje recurrente en la serie Satisfaction, donde dio vida a Josh. Ese mismo año apareció en series como Rush, Canal Road y en la serie criminal Underbelly donde interpretó a Pat Barbaro en un episodio de la primera temporada.
En 2010 interpretó al traficante de drogas Craig Cody en la película Animal Kingdom.
En 2011 aparecerá en la película Underbelly Files: Infiltration donde interpretará al policía Colin McLaren, quien junto a su compañero arriesgan sus vidas infiltrándose en la letal y peligrosa rama local de la mafia para poder destruirla. La película es un derivado de la exitosa serie Underbelly donde Sullivan interpretó a Pat Barbado en 2008.
Ese mismo año se unió al elenco de la serie Strike Back: Project Dawn donde interpreta al Sargento Damien Scott.
En 2012 se unió al elenco de la serie Strike Back: Vengeance donde volvió a interpretar al sargento Damien Scott.
En 2013 apareció en la película Gangster Squad, donde interpretó a Jack Whalen, un informante en los casos en contra del gánster Mickey Cohen (Sean Penn) y buen amigo del sargento de la policía Jerry Wooters (Ryan Gosling).
Ese mismo año se unió al elenco de la serie Strike Back: Shadow Warfare donde interpretó nuevamente al sargento Damien Scott, hasta el final de la temporada. La serie es la cuarta temporada de Strike Back.
En 2014 protagonizó la precuela de la película 300, titulada 300: Rise of an Empire, donde interpreta al general Temístocles de Atenas, trabajando junto a la actriz Eva Green y Rodrigo Santoro.
En febrero de 2015 se anunció que Sullivan se había unido al elenco principal de una nueva serie Blindspot producida por la NBC, donde dará vida al agente del FBI, Kurt Weller.

## Filmografía

### Series de televisión
| Año         | Serie                       | Personaje         | Notas                                |
| ----------- | --------------------------- | ----------------- | ------------------------------------ |
| 2015 - 2020 | Blindspot                   | Kurt Weller       | 100 episodios                        |
| 2018        | Strike Back: Retribution    | Sgt. Damien Scott | 2 episodios                          |
| 2015        | Strike Back: Legacy         | Sgt. Damien Scott | 10 episodios                         |
| 2013        | Strike Back: Shadow Warfare | Sgt. Damien Scott | 10 episodios                         |
| 2012        | Strike Back: Vengeance      | Sgt. Damien Scott | 10 episodios                         |
| 2011        | Strike Back: Project Dawn   | Sgt. Damien Scott | 10 episodios                         |
| 2010        | Lowdown                     | Oliver Barry      | episodio "Bonk Bonk, Who's There?"   |
| 2009        | Sea Patrol                  | Geoff Kershaw     | episodio "Guns"                      |
| 2009        | Carla Cametti PD            | Matt Brodie       | 6 episodios                          |
| 2008        | Satisfaction                | Josh              | 13 episodios                         |
| 2008        | Rush                        | Yuri              | episodio # 1.12                      |
| 2008        | Canal Road                  | Jack Logan        | 3 episodios                          |
| 2008        | Underbelly                  | Pat Barbaro       | episodio "Suffer the Children"       |
| 2006        | Mcleod's Daughters          | Drew Cornwell     | episodio "Winners & Losers"          |
| 2003-05     | The Secret Life of Us       | Justin Davies     | 24 episodios                         |
| 2003        | Blue Heelers                | Gethin Fox        | 4 episodios                          |
| 2000        | Something in the Air        | Wayne Taylor      | 4 episodios                          |
| 1999        | Stingers                    | Matt Wilmott      | episodio "Dance eith the Dragon"     |
| 1999        | Pig Breakfast               | -                 | tv serie                             |
| 1997, 1998  | State Coroner               | Bukkbar Benson    | 2 episodios                          |
| 1998        | The Genie from Down Under 2 | Surfista          | episodio "The Cold Shoulder"         |
| 1998        | Neighbours                  | Josh Hughes       | 10 episodios                         |
| 1998        | Raw FM                      | Bucky             | episodio "Raw'n'Sore"                |
| 1997        | Good Guys Bad Guys          | Paul Morello      | episodio "A Bilby in Rat's Clothing" |

### Películas
| Año  | Título                          | Personaje        | Notas |
| ---- | ------------------------------- | ---------------- | --- |
| 2016 | The Lake                        | -                | junto a J.K. Simmons, Sylvia Hoeks, Charlie Bewley, Diarmaid Murtagh, Dimitri Leonidas y Alain Blazevic        |
| 2014 | Kill Me Three Times             | Nathan Webb      | junto a Teresa Palmer, Simon Pegg, Alice Braga, Luke Hemsworth, Callan Mulvey, Bryan Brown y Steve Le Marquand |
| 2014 | Cut Snake                       | Pommie           | junto a Jessica De Gouw, Alex Russell, Megan Holloway, Robert Morgan y Paul Moder                              |
| 2014 | 300: Rise of an Empire          | Themistocles     | junto a Eva Green, Rodrigo Santoro, Callan Mulvey, Jamie Blackley y Andrew Pleavin                             |
| 2013 | Gangster Squad                  | Jack Whalen      | junto a Ryan Gosling, Josh Brolin, Sean Penn y Emma Stone                                                      |
| 2011 | The Hunter                      | Doug             | junto a William Dafoe, Sam Neill, Frances O'Connor, Callan Mulvey, Jacek Koman y Dan Wyllie                    |
| 2011 | Underbelly Files: Infiltration  | Colin McLaren    | junto a Roy Billing, Henry Nixon, Tottie Goldsmith y Jessica Napier                                            |
| 2010 | Animal Kingdom                  | Craig Cody       | junto a Guy Pearce, Luke Ford, Anthony Hayes, Justin Rosniak y Andy McPhee                                     |
| 2010 | The Odds                        | Wade             | junto a Donald Faison y Jacob Vargas                                                                           |
| 2009 | Centre Place                    | James Ballintyne | junto a Alison Whyte                                                                                           |
| 2007 | The Bloody Sweet Hit            | Carl             | corto - junto a Oliver Ackland                                                                                 |
| 2007 | December Boys                   | Fearless         | junto a Victoria Hill, Daniel Radcliffe, James Fraser y Lee Cormie                                             |
| 2007 | The Condemned                   | Agente Wilkins   | junto a Robert Mammone                                                                                         |
| 2005 | Little Oberon                   | Martin           | junto a Sweeney Young, Helen Dallimore y Sam Healy                                                             |
| 2004 | Everything Goes                 | Jack             | corto - junto a Hugo Weaving, Abbie Cornish y Bojana Novakovic                                                 |
| 2003 | The Forest                      | Max              | junto a Tony Martin, Anita Hegh y Julia Blake                                                                  |
| 2003 | Darkness Falls                  | Matt Heny        | junto a Chaney Kley, Emma Caulfield y Lee Cormie                                                               |
| 2001 | My Brother Jack                 | Joven Joe        | junto a Matt Day, Simon Lyndon, William McInnes, Felix Williamson y Claudia Karvan                             |
| 2000 | City Loop                       | Dom              | junto a Ryan Johnson, Brendan Cowell y Jessica Napier                                                          |
| 2000 | Green Sails                     | Infante          | junto a Marcus Graham, Robert Mammone, Damien Garvey y Jay Laga'aia                                            |
| 1999 | Witch Hunt                      | Craig Thomas     | junto a Jacqueline Bisset, Alexandra Schepisi y Suzi Dougherty                                                 |
| 1998 | Halifax f.p: Afraid of the Dark | Hamish           | junto a Hugh Jackman                                                                                           |
| 1997 | Amy                             | Wayne Lassiter   | junto a Ben Mendelsohn, Dennis Coard, Torquil Neilson y Susie Porter                                           |
| 1996 | River Street                    | Chris            | - |
| 1994 | Baby Bath Massacre              | Adrian           | junto a Maya Stange, Peter Hardy, Campbell Corser y Alexandra Schepisi                                         |

## Premios y nominaciones
| Año  | Categoría                                                                            | Premio             | Película       | Resultado |
| ---- | ------------------------------------------------------------------------------------ | ------------------ | -------------- | --------- |
| 2016 | Best Lead Actor in a Television Drama                                                | AACTA Award        | Cut Snake      | pendiente |
| 2013 | Honored                                                                              | Breakthrough Award | -              | Ganador   |
| 2011 | Best Performance by an Ensemble Cast (junto a Joel Edgerton, Guy Pearce y Luke Ford) | Chlotrudis Award   | Animal Kingdom | Nominado  |
| 2000 | Best Supporting Actor                                                                | AFI Award          | Animal Kingdom | Nominado  |